# Jacques Renard (réalisateur)
Pour les articles homonymes, voir Jacques Renard et Renard (homonymie).
Jacques Renard est un acteur, réalisateur et scénariste français, né le 6 mars 1944 à Béthune.

## Filmographie

### Acteur
- 1971 : Quatre Nuits d'un rêveur, de Robert Bresson : un passant[1]
- 1973 : La Maman et la Putain, de Jean Eustache : l'ami d'Alexandre
- 1976 : Monsieur Albert, de lui-même : Yves

### Réalisateur
- 1976 : Monsieur Albert
- 1981 : Mémoire de la mine et des mineurs
- 1983 : Trois morts à zéro  (téléfilm) Trois morts à zéro fut l'occasion d'une « intrusion » (rarissime à l'époque) dans le milieu du football professionnel. Ce fut aussi l'occasion pour Jean-Marc Guillou, à l'époque entraîneur de l'équipe de Mulhouse avec laquelle le téléfilm a été tourné, d'exposer sa conception d'un football collectif soigné[2].
- 1985 : Blanche et Marie
- 1990 : Inventaires
- 1994 : 3000 scénarios contre un virus
- 1998 : Papa est monté au ciel (téléfilm)
- 2000 : Jeanne, Marie et les autres (téléfilm)
- 2000 : Les Déracinés (téléfilm)
- 2002 : Une famille à tout prix (téléfilm)
- 2003 : Satan refuse du monde (téléfilm) d'après Maurice Dekobra
- 2005 : Louise (téléfilm)
- 2006 : Le Doux Pays de mon enfance (téléfilm)
- 2009 : Un souvenir (téléfilm)
- 2012 : Interdits d'enfants (téléfilm) ; réalisation et scénario avec Prune Berge

### Scénariste
- 1976 : Monsieur Albert
- 1985 : Blanche et Marie